# My Hero Academia

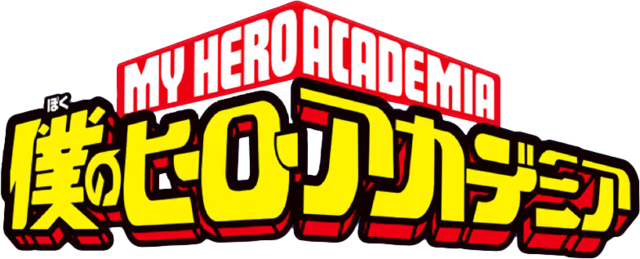
Logo-ul My Hero Academia

My Hero Academia (僕のヒーローアカデミア Boku no Hīrō Akademia) este o serie de manga scrisă și ilustrată de Kōhei Horikoshi. La bază stă un one-shot realizat de același autor și publicat în volumul 5 al manga-ul Ōmagadoki Dōbutsuen cu numele de My Hero. În 11 ianuarie 2015, a fost lansat un COMIC bazat pe acest manga.
În 2 noiembrie 2015, a început să se publice manga-ul spin-off numit My Hero Academia Smash!! scris de Hirofumi Neda. În 3 aprilie 2016, s-a difuzat prima dată anime-ului cu același nume realizat după manga-ul original. Alte povești extra au fost adaptate de Anri Takahashi în formatul unei nuvele. În plus, Bandai Namco Games și Takara Tomy au realizat două jocuri video.